# Semiothisa sectomaculata
Semiothisa sectomaculata là một loài bướm đêm trong họ Geometridae.